# Филиппинский острокрылый дятел
Филиппинский острокрылый дятел (лат. Yungipicus maculatus) — вид птиц из семейства дятловых. Эндемик Филиппин.
Естественной средой обитания являются субтропические и тропические леса на высоте до 2500 м.
МСОП присвоил таксону охранный статус «Виды, вызывающие наименьшие опасения» (LC).

## Таксономия
Ранее в этот таксон включали Yungipicus ramsayi, в настоящее время рассматриваемый как отдельный вид. Yungipicus maculatus формирует с ним и Yungipicus temminckii комплекс видов.
Синонимы
В синонимику вида входят следующие биномены:
- Dendrocopos maculatus (Scopoli, 1786)
- Picoides maculatus (Scopoli, 1786)
- Picus maculatus Scopoli, 1786